# Nancowry (langue)
Pour les articles homonymes, voir Nancowry.
Le nancowry, encore appelé simplement nicobar, est une langue parlée dans les îles Nicobar en Inde, au sud du golfe du Bengale. Ses locuteurs, au nombre de 10 100 (2001), habitent, outre l'île de Nancowry, celles de Camorta, Katchal et Trinket. Ils sont classés comme « Scheduled Tribe » par le gouvernement indien.

## Classification
Le nancowry appartient au rameau nicobar de la branche môn-khmer des langues austroasiatiques.